# Courgenard
Courgenard är en kommun i departementet Sarthe i regionen Pays de la Loire i nordvästra Frankrike. Kommunen ligger i kantonen Montmirail som tillhör arrondissementet Mamers. År 2022 hade Courgenard 460 invånare.

## Befolkningsutveckling
Antalet invånare i kommunen Courgenard
| Referens: INSEE |